# Euthria poppei
Euthria poppei is een slakkensoort uit de familie van de Buccinidae. De wetenschappelijke naam van de soort is voor het eerst geldig gepubliceerd in 1999 door Fraussen.